# وليد الصبار
وليد الصبار مواليد 25 فبراير 1996 في المغرب، هو لاعب وسط مغربي يلعب في الرجاء الرياضي.